# Golak (Serbie)
Pour les articles homonymes, voir Golak.
Le Golak (en serbe cyrillique : Заплање) est une région située au sud-est de la Serbie. 
La localité la plus importante de la région de Golak est Svrljig. La région se trouve au nord-est de la ville.